# 1715 Salli
Az 1715 Salli (ideiglenes jelöléssel 1938 GK) a Naprendszer kisbolygóövében található aszteroida. Heikki Alikoski fedezte fel 1938. április 9-én, Turkuban.